# Novolensk, Volociîsk
Novolensk (în ucraineană Новоленськ) este un sat în comuna Bubnivka din raionul Volociîsk, regiunea Hmelnîțkîi, Ucraina.

## Demografie
Componența lingvistică a localității Novolensk
     Ucraineană (98,48%)
     Rusă (1,52%)
Conform recensământului din 2001, majoritatea populației localității Novolensk era vorbitoare de ucraineană (98,48%), existând în minoritate și vorbitori de rusă (1,52%).